# Segmentierung (Biologie)

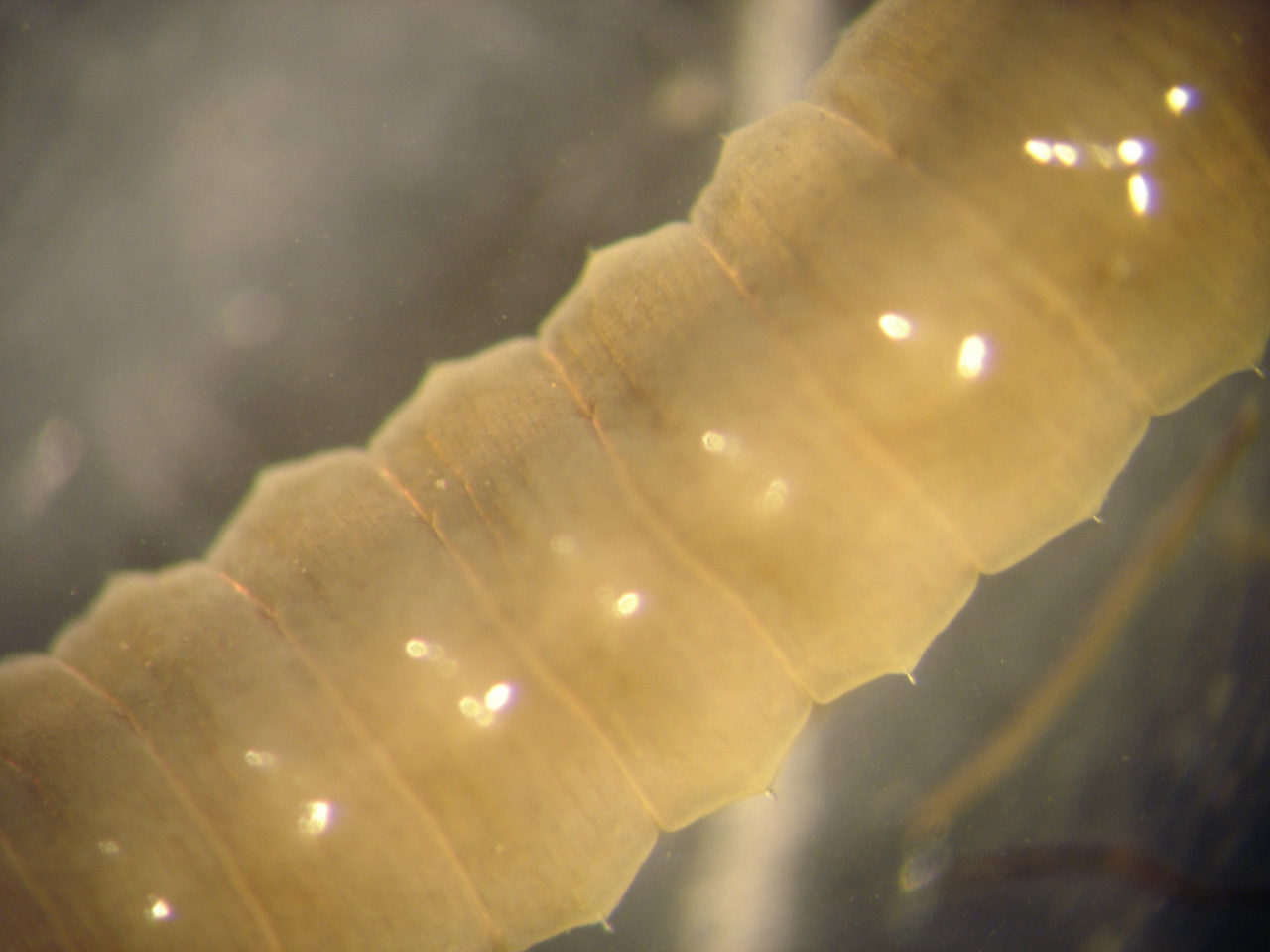
Regenwurmsegmente

Die Segmentierung vieler Organismen, d. h. die Unterteilung des Körpers in primär gleichartige (homologe und analoge) Abschnitte, ist ein Ergebnis von Musterbildungsprozessen im embryonalen Stadium (→ Morphogenese). Segmentierung fällt vor allem bei Würmern (z. B. Regenwurm) und Gliederfüßern (z. B. Tausendfüßer) auf.
Überwiegend kann Segmentierung während der frühen Ontogenese beobachtet werden, wonach die Körpersegmente oft miteinander verschmelzen.

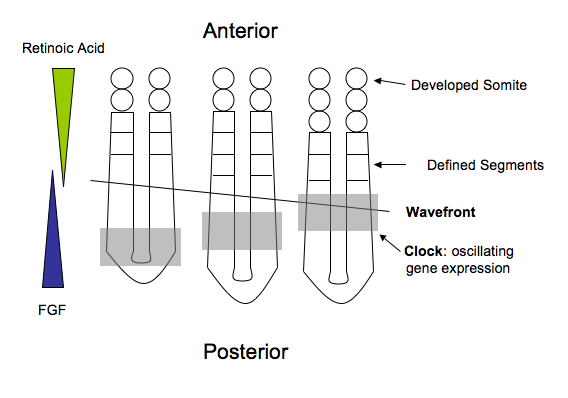
Zebrabärblinge bilden Segmente (Somiten) während eines Prozesses, der abhängig ist von Konzentrationsgradienten von Retinsäuren und Fibroblasten-Wachstumsfaktor

Bei Gürtelwürmern wird das Entstehen der Segmentierung auf eine Art „Knospung“ zurückgeführt: Frühe Teilungen des Plattwurmembryos lassen Teloblastzellen entstehen, welche Stammzellen sind, die sich asymmetrisch teilen.
Bei Insekten zeigt sich die Segmentierung besonders deutlich in den frühen Larvenstadien. Auch alle Wirbeltiere sind grundsätzlich segmental aufgebaut (z. B. Somiten, Wirbel oder Rippen mit dazwischen liegenden Nerven und Blutgefäßen). Der Zebrabärbling ist das bevorzugte Objekt für die Untersuchung der Segmentierung bei Wirbeltieren.
Bei vielen Tiergruppen, z. B. bei Gliederfüßern, sind einzelne Segmente zu Körperabschnitten verschmolzen, den Tagmata. Sekundär können Einzelsegmente im Laufe der Phylogenese Funktionsdifferenzierung erfahren (Homologie aber keine Analogie).
Die einzelnen Segmente werden auch Metamere genannt. Allerdings ist Metamerie nicht völlig gleichbedeutend mit Segmentierung, sondern es wird unterschieden zwischen coelomatischer Metamerie (Coelom gegliedert), homonomer Metamerie (Segmente gleichgestaltig) und heteronomer Metamerie (Segmente unterschiedlich gestaltet).
Segmentierung bei Pflanzen findet man vor allem bei niederen und höheren Algen.

## Einzelbelege
1. ↑  G. E. Budd: Why are arthropods segmented? In: Evolution and Development. Band 3, Nr. 5, 2001, S. 332, doi:10.1046/j.1525-142X.2001.01041.x.
2. ↑  D. Tautz: Segmentation. In: Dev Cell. Band 7, Nr. 3, 2004, S. 301–312. doi:10.1016/j.devcel.2004.08.008. PMID 15363406.
3. ↑  A. D. Peel, A. D. Chipman, M. Akam: Arthropod Segmentation: Beyond The Drosophila Paradigm. In: Nat. Rev. Genet. Band 6, Nr. 12, 2005, S. 905–916. doi:10.1038/nrg1724. PMID 16341071.
4. ↑  O. Cinquin: Understanding the somitogenesis clock: what's missing? In: Mech. Dev. Band 124, Nr. 7–8, 2007, S. 501–517. doi:10.1016/j.mod.2007.06.004. PMID 17643270.